# Mario Donnini
Mario Donnini (Gualdo Tadino, 30 marzo 1965) è un giornalista e scrittore italiano.

## Biografia
Frequentò il liceo scientifico Raffaele Casimiri della natìa Gualdo Tadino.
Iniziò la carriera di scrittore come giornalista presso la testata cittadina L'Eco del Serrasanta, e come corrispondente del quotidiano Corriere dell'Umbria e della rivista Rombo. Successivamente, nel 1994 entrò in Autosprint dove ideò le rubriche "Cuore da Corsa" e "Legends".
È un attivo scrittore, infatti ad oggi i suoi libri pubblicati sono 21, di cui 19 riguardanti le corse.

## Opere
- Agostini al Tourist Trophy - Oltre la leggenda
- Giacomo Agostini. Immagini di una vita - A life in pictures
- Mario Andretti. Immagini di una vita - A life in pictures
- Le Mans. 24 ore di corsa. 90 anni di storia
- Enciclopedia del motorismo veneto, con altri autori
- Legend, pubblicato a puntate su Autosprint
- F.1 Magic Moment, pubblicato a puntate su Autosprint
- Le grandi corse dimenticate, pubblicato a puntate su Autosprint
- Fabio Danti. Sopra di lui solo la pioggia
- Joey Dunlop. Il re del Tourist Trophy. La leggenda e l'uomo
- Nuvolari. Il rombo del cigno
- Tourist Trophy. Muori o vivi davvero
- Formula 1. Dal 1950 ad oggi
- Tourist Trophy. La corsa proibita
- Tourist Trophy. Vive chi rischia
- Gilles Villeneuve. Immagini di una vita - A life in pictures
- Ayrton Senna. Immagini di una vita - A life in pictures
- Ayrton Senna e Imola. Una storia nella storia
- Momo Italy. 50 years 1964-2014
- 29 agosto. Cinque anni di storia politico amministrativa della città di Gualdo Tadino
- La terra trema. Il terremoto a Gualdo Tadino, con Gianni Paoletti e Fabio Talamelli